# گمینا فرومبورک
گمینا فرومبورک (به لهستانی:  Gmina Frombork) یک گمینا در لهستان است که در شهرستان برانگوو واقع شده‌است. گمینا فرومبورک ۱۲۵٫۸۲ کیلومتر مربع مساحت و ۳٬۷۹۱ نفر جمعیت دارد.